# Anton Breder
Anton „Toni“ Breder (* 18. November 1925 in Saarlouis; † 5. August 1989 in Saarbrücken) war ein deutscher Leichtathlet, der für das Saarland antrat.

## Karriere
Der Sportler vom SV Saar 05 Saarbrücken nahm 1952 mit der Mannschaft des Saarlands an den Olympischen Spielen in Helsinki teil und war deren Fahnenträger bei der Eröffnungsfeier. Im Weitsprung verfehlte er die Qualifikationsweite von 7,20 m mit 6,88 m deutlich und schied aus.
Anton Breder war von 1955 bis 1968 Geschäftsführer des Leichtathletik-Landesverbands Saarland, von 1961 bis 1974 war er Statistiker des Landesverbands. Bis 1989 war er Hauptgeschäftsführer des Landessportverbandes für das Saarland. Der Deutsche Leichtathletik-Verband ehrte Breder 1962 mit der Silbernen DLV-Nadel, 1971 erhielt er die DLV-Nadel in Gold.
Anton Breder war mit der früheren Sprinterin Lotte Breder (Geburtsname Lotte Hofmann) verheiratet. Beider Tochter Andrea Breder war 1982 Sechste bei den Halleneuropameisterschaften im Hochsprung.

## Bestleistungen
- 100-Meter-Lauf: 11,0 s 1953
- 200-Meter-Lauf: 23,0 s 1952
- Weitsprung: 7,30 m 1952